# Pterorana khare
Pterorana khare es una especie de anfibio anuro de la familia Ranidae. El la única especie del género Pterorana. La etimología del nombre científico proviene del griego πτέρον, ala, y rana en referencia al género Rana, —rana alada—; el epíteto específico hace referencia a uno de los autores de la descripción de la especie.

## Sistemática y taxonomía
Fue descrita en 1986, a la vez que el género, por Kiyasetuo y Khare. El holotipo, recogido en el río Sanuoru, cerca de Kohima, en el estado indio de Nagaland, está depositado en el museo Zoological Survey of India (ZSI) como ZSIC A.9095.
Alain Dubois —del Museo Nacional de Historia Natural de Francia— lo situó como subgénero de Rana en 1992, pero en 2001, ese mismo autor junto con Shyamal Kumar Chanda —de la universidad de Malasia en Sarawak— e Indraneil Das —del museo ZSI—, lo reclasificaron como género.

## Distribución, hábitat y estado de conservación
Se encuentra localizada en el noreste de India, en los estados de Arunachal Pradesh, Nagaland, Manipur, Mizoram y Meghalaya y posiblemente también se encuentre en la zona adyacente de Birmania.
Su hábitat son las cascadas y torrentes de montaña, entre los 200 y 1600 m de altitud, en bosques perennifolios húmedos tropicales.
Se reproduce en los arroyos y los machos protegen a los renacuajos mientras se desarrollan.
Se encuentra catalogada como vulnerable por la UICN debido a que las poblaciones que se conocen son muy pequeñas, están fragmentadas y aisladas entre sí y su hábitat se degrada de forma continua. Sin embargo, su principal amenaza no es ninguna de las anteriores sino la polución de los arroyos por venenos usados para capturar peces.